# Synoestropsis ecliptica
Synoestropsis ecliptica är en nattsländeart som först beskrevs av Luisa Eugenia Navas 1920.  Synoestropsis ecliptica ingår i släktet Synoestropsis och familjen ryssjenattsländor. Inga underarter finns listade i Catalogue of Life.